# Dornröschen war ein schönes Kind (Lied)
Dornröschen war ein schönes Kind ist ein deutschsprachiges Kinderlied. Es basiert auf der grimmschen Märchenfigur Dornröschen.

## Entstehung
Das Lied wurde in den 1890er Jahren auf Veranlassung des Seminaroberlehrers Adolf Netsch von der Dresdener Lehrerin Margarete Löffler verfasst. Es beruht auf einem älteren Volkslied, das unter den Titeln Die Anna saß am Breitenstein oder Mariechen saß auf einem Stein überliefert ist und auf der Sage von Ritter Blaubart bzw. der deutschen Sagenfassung von Ritter Ulinger beruht.

## Eigenart
Das Lied ist zur Ausführung als bewegtes Singspiel konzipiert, bei dem einzelne Kinder die verteilten Rollen von Dornröschen, der bösen Fee und des Königssohns übernehmen, während die restlichen Kinder einen Kreis bilden und den Hofstaat darstellen. Jede Strophe besteht im Wesentlichen aus der Wiederholung eines kurzen Satzes. Auch kleine Kinder können nach der Vorsängerzeile sofort mitsingen. Die Spielhandlung ist dem Gesangstext unmittelbar zu entnehmen.

## Melodie
Wiedergegeben nach dem Original.

## Text
1. Dornröschen war ein schönes Kind, schönes Kind, schönes Kind,

Dornröschen war ein schönes Kind, ein schönes Kind.

2. Dornröschen, nimm dich ja in acht, ja in acht, ja in acht,

Dornröschen, nimm dich ja in acht, vor einer bösen Fee!

3. Da kam die böse Fee herein, Fee herein, Fee herein,

da kam die böse Fee herein und rief ihr zu:

4. Dornröschen schlafe hundert Jahr, hundert Jahr, hundert Jahr!

Dornröschen schlafe hundert Jahr und alle mit!

5. Und eine Hecke riesengroß, riesengroß, riesengroß,

Und eine Hecke riesengroß umgab das Schloß.

6. Da kam ein junger Königssohn, Königssohn, Königssohn,

Da kam ein junger Königssohn und sprach zu ihr:

7. Dornröschen, holdes Mägdelein, Mägdelein, Mägdelein,

Dornröschen, holdes Mägdelein, nun wache auf!

8. Dornröschen wachte wieder auf, wieder auf, wieder auf,

Der ganze Hofstaat wachte auf, sie wachten auf.

9. Dornröschen ward nun Königin, Königin, Königin,

Beglückte hoch den Königssohn, beglückte ihn.

10. Sie feierten ein großes Fest, großes Fest, großes Fest,

Sie feierten ein großes Fest: das Hochzeitsfest.

11. Und alle freuten herzlich sich, herzlich sich, herzlich sich,

Es freute sich auch herzlich mit das ganze Land.